# Bottiglia di Klein solida
In matematica, una bottiglia di Klein solida è una 3-varietà (con bordo) omeomorfa allo spazio quoziente ottenuto incollando la superficie superiore e quella inferiore di un cilindro {\displaystyle D^{2}\times I} tramite una riflessione; il punto {\displaystyle (x,0)} è cioè identificato con {\displaystyle (r(x),1)}, dove {\displaystyle r} è una riflessione rispetto al diametro del disco {\displaystyle D^{2}}.

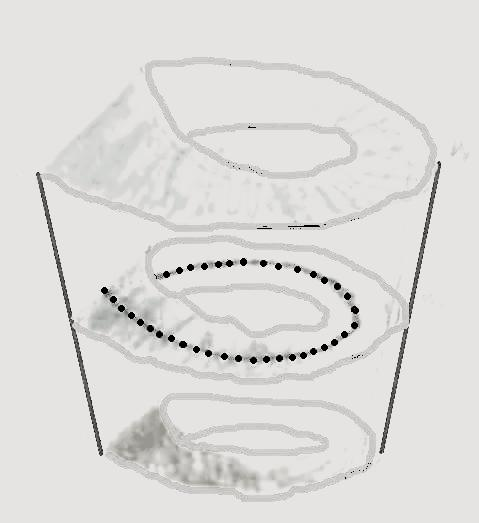
la curva di punti neri è un retratto di deformazione dello spazio, e ogni suo intorno regolare è ancora una bottiglia di Klein solida.

La bottiglia di Klein solida è il corpo con manici non orientabile di genere 1, ed il suo bordo è una bottiglia di Klein (la superficie non orientabile di genere 2).
Alternativamente, è possibile vedere la bottiglia di Klein solida come il prodotto {\displaystyle M\times I} di un nastro di Möbius con l'intervallo {\displaystyle I=[0,1]}.
In questo modello si nota che la curva centrale, all'altezza 1/2, ha un intorno regolare che è ancora una bottiglia di Klein solida.